# 内灘砂丘

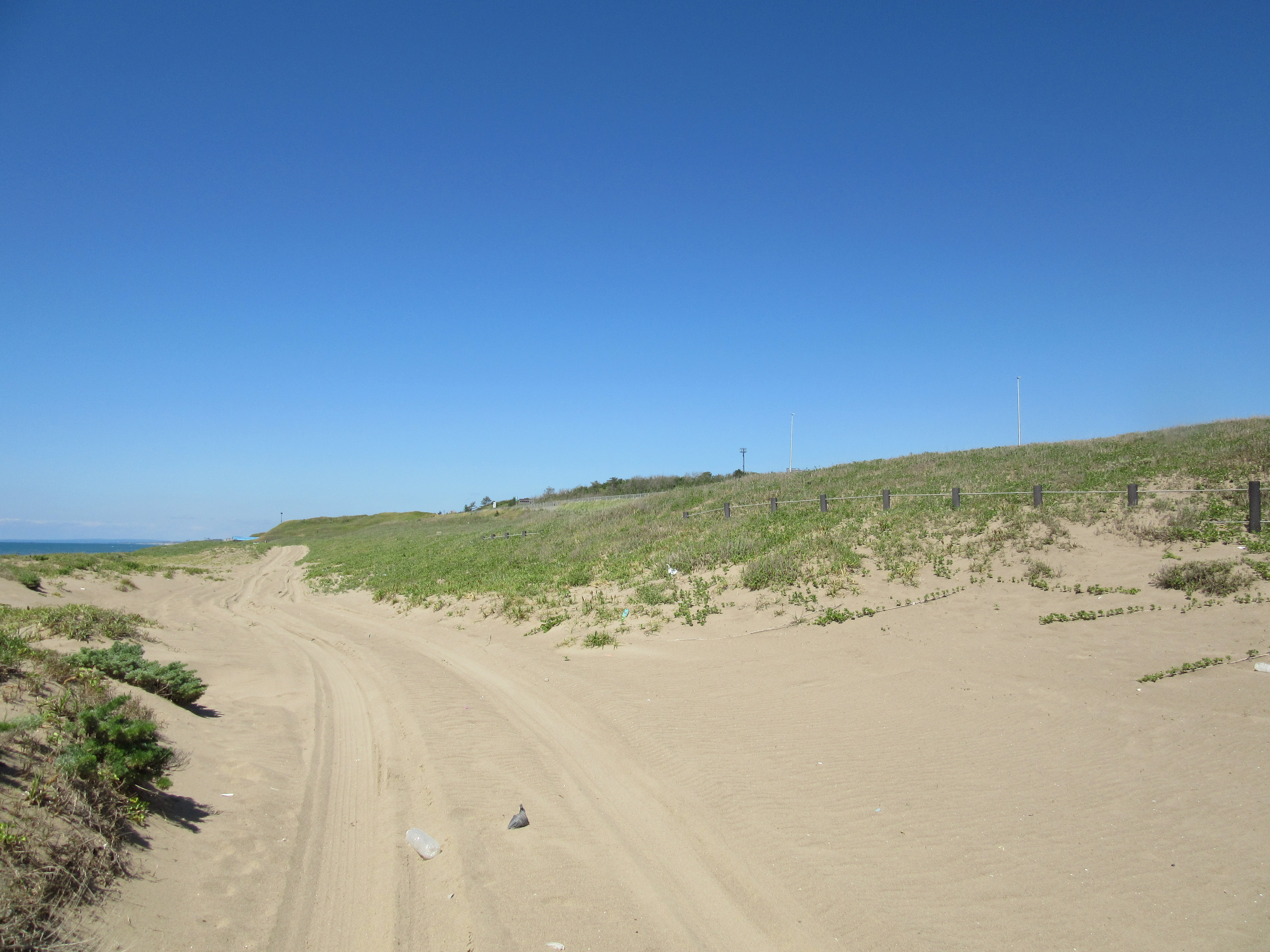
内灘町の砂丘

内灘砂丘（うちなださきゅう）とは、石川県河北郡内灘町を中心とする砂丘。

## 概要
石川県加賀地方の日本海側には海岸線に沿って、大聖寺砂丘、小松砂丘、高松砂丘、羽咋砂丘などと呼ばれる砂丘が形成されており、内灘砂丘もその一つである。ただ、他の砂丘との関係も含めて内灘砂丘の範囲については諸説あり、金沢市金石から羽咋市羽咋までの約37kmに及ぶとする説から金沢市粟崎からかほく市（旧河北郡宇ノ気町）までの約10kmとする説まである。
金沢市粟崎からかほく市までとすると、途中の河北潟放水路を挟んで延長は約10km、幅は約1kmである。また砂丘は平均標高約20m（最高所は標高58.51m）の横列砂丘である。砂丘頂から海岸側には緩傾斜だが、内陸側は河北潟に向かって急傾斜となっている。内灘町は町域の約8割が砂丘地上にあり、残りの2割が河北潟の潟縁低地である。
手取川から運搬された土砂が日本海に到達し、対馬海流に流されて堆積して形成された。砂丘は新旧2つの層からなり、旧砂丘からは石器時代の遺物が出土している。
1950年代に砂丘の一部にアメリカ軍の試射場を設置することをめぐって、反対運動（内灘闘争）が起きた。

## 砂丘地の利用
砂丘地では潟縁も含めて昭和期に入っても農業生産のための利用はわずかで、沿岸漁業や出稼ぎ漁業が主柱となっていた。砂丘地や潟縁での土地利用の進展は見られず、第二次大戦後に浜地は試射場として接収された。内灘町では試射場の接収を経済復興の梃子にして農業による経済再建を図ろうとしたが、高度経済成長により金沢市から宅地化の流れが波及したため農業的土地利用の進展は一時的なものに終わった。その結果、河北潟放水路以南ではほとんどが宅地化され、以北でも繊維工業の導入による工場の立地や国営砂丘地パイロット事業による耕地化などが行われた。